# Tournée Rouge Sang
Albums de Renaud
Tournée d'enfer
(2003) Molly Malone – Balade irlandaise
(2009)
Singles
Tournée Rouge Sang est un album live de Renaud, sorti en 2007. 
Il retrace la tournée Rouge Sang qui fait suite à l'album éponyme. Cette tournée a compris 70 dates entre le 23 février (Zénith de Caen) et le 26 septembre 2007 (concert de près de 6 heures à La Cigale). Les morceaux furent enregistrés lors des concerts des 29 et 30 mars à Bercy.
Le premier single radio fut le titre Hexagone. 
La sortie de ce double disque fut suivie le 3 décembre 2007 d'un DVD du concert, réalisé par Richard Valverde. Une édition bonus comprend entre autres un making of de la tournée fait par Romane Serda, des extraits du concert donné au Centre de détention de Bapaume pour la Fête de la musique, 4 chansons issues des répétitions de Bercy, une représentation du décor de la tournée, un message de solidarité envers Íngrid Betancourt et un reportage sur le concert effectué en clôture de la Fête de l'Humanité.
Comme pour l'album Rouge Sang, la couverture est due à l'artiste Killoffer.

## Liste des titres
| CD 1  | CD 1                                | CD 1                                                        | CD 1  | CD 1 | CD 1 | CD 1 | CD 1 | CD 1 | CD 1 |
| No    | Titre                               | Inclusions dans des medleys                                 | Durée |      |      |      |      |      |      |
| ----- | ----------------------------------- | ----------------------------------------------------------- | ----- | ---- | ---- | ---- | ---- | ---- | ---- |
| 1.    | Malone                              |                                                             | 4:25  |      |      |      |      |      |      |
| 2.    | Marchand de cailloux                |                                                             | 3:46  |      |      |      |      |      |      |
| 3.    | 500 connards sur la ligne de départ |                                                             | 4:10  |      |      |      |      |      |      |
| 4.    | Docteur Renaud, Mister Renard       |                                                             | 4:50  |      |      |      |      |      |      |
| 5.    | La Ballade nord-irlandaise          |                                                             | 4:47  |      |      |      |      |      |      |
| 6.    | Arrêter la clope !                  |                                                             | 4:21  |      |      |      |      |      |      |
| 7.    | Elle est facho !                    |                                                             | 3:26  |      |      |      |      |      |      |
| 8.    | Elsa                                |                                                             | 4:00  |      |      |      |      |      |      |
| 9.    | Dans la jungle                      |                                                             | 5:44  |      |      |      |      |      |      |
| 10.   | Manhattan-Kaboul                    |                                                             | 4:01  |      |      |      |      |      |      |
| 11.   | La Pêche à la ligne                 |                                                             | 4:25  |      |      |      |      |      |      |
| 12.   | Morts les enfants                   |                                                             | 4:20  |      |      |      |      |      |      |
| 13.   | Leonard's Song                      |                                                             | 6:01  |      |      |      |      |      |      |
| 14.   | La Médaille                         |                                                             | 2:45  |      |      |      |      |      |      |
| 15.   | Les Cinq Sens                       |                                                             | 5:27  |      |      |      |      |      |      |
| 16.   | Ma blonde                           |                                                             | 4:26  |      |      |      |      |      |      |
| 17.   | Chanson pour Pierrot                | Medley « Lolita » (ensemble de chansons dédiées à sa fille) | 2:30  |      |      |      |      |      |      |
| 18.   | En cloque                           | Medley « Lolita »                                           | 2:16  |      |      |      |      |      |      |
| 75:40 |                                     |                                                             |       |      |      |      |      |      |      |

| CD 2  | CD 2                        | CD 2                                                           | CD 2  | CD 2 | CD 2 | CD 2 | CD 2 | CD 2 | CD 2 |
| No    | Titre                       | Inclusions dans des medleys                                    | Durée |      |      |      |      |      |      |
| ----- | --------------------------- | -------------------------------------------------------------- | ----- | ---- | ---- | ---- | ---- | ---- | ---- |
| 1.    | Morgane de toi              | Medley « Lolita »                                              | 2:38  |      |      |      |      |      |      |
| 2.    | Mistral gagnant             | Medley « Lolita »                                              | 3:00  |      |      |      |      |      |      |
| 3.    | Baby Sitting Blues          | Medley « Lolita »                                              | 1:53  |      |      |      |      |      |      |
| 4.    | Il pleut                    | Medley « Lolita »                                              | 2:28  |      |      |      |      |      |      |
| 5.    | C'est quand qu'on va où ?   | Medley « Lolita »                                              | 2:09  |      |      |      |      |      |      |
| 6.    | Mon amoureux                | Medley « Lolita »                                              | 3:00  |      |      |      |      |      |      |
| 7.    | Elle a vu le loup           | Medley « Lolita »                                              | 2:06  |      |      |      |      |      |      |
| 8.    | Adieu l'enfance             |                                                                | 4:20  |      |      |      |      |      |      |
| 9.    | Baltique                    |                                                                | 3:22  |      |      |      |      |      |      |
| 10.   | Les Bobos                   |                                                                | 7:06  |      |      |      |      |      |      |
| 11.   | Je suis une bande de jeunes | Medley « Banlieue » (titres anciens de la « période loubard ») | 3:26  |      |      |      |      |      |      |
| 12.   | Laisse béton                | Medley « Banlieue »                                            | 1:07  |      |      |      |      |      |      |
| 13.   | La Bande à Lucien           | Medley « Banlieue »                                            | 2:21  |      |      |      |      |      |      |
| 14.   | Ma gonzesse                 | Medley « Banlieue »                                            | 1:29  |      |      |      |      |      |      |
| 15.   | Les Charognards             | Medley « Banlieue »                                            | 1:44  |      |      |      |      |      |      |
| 16.   | La Blanche                  | Medley « Banlieue »                                            | 2:30  |      |      |      |      |      |      |
| 17.   | Baston !                    | Medley « Banlieue »                                            | 2:08  |      |      |      |      |      |      |
| 18.   | La Tire à Dédé              | Medley « Banlieue »                                            | 1:55  |      |      |      |      |      |      |
| 19.   | Deuxième Génération         | Medley « Banlieue »                                            | 1:54  |      |      |      |      |      |      |
| 20.   | Dans mon HLM                | Medley « Banlieue »                                            | 2:33  |      |      |      |      |      |      |
| 21.   | Manu                        | Medley « Banlieue »                                            | 1:58  |      |      |      |      |      |      |
| 22.   | Hexagone                    |                                                                | 7:02  |      |      |      |      |      |      |
| 23.   | Son bleu                    |                                                                | 4:30  |      |      |      |      |      |      |
| 24.   | Dès que le vent soufflera   |                                                                | 5:13  |      |      |      |      |      |      |
| 25.   | Rouge sang                  |                                                                | 3:56  |      |      |      |      |      |      |
| 75:48 |                             |                                                                |       |      |      |      |      |      |      |

## Musiciens
- Jean-Pierre "Titi" Bucolo :  Guitares et direction musicale, arrangements
- Alain Lanty : Piano
- Michaël Ohayon : Guitares, mandolines
- Dominique Grimaldi : Basse
- Jean-François "Tintin" Berger : claviers, flûtes, accordéon, percussions
- Geoffrey Richardson : Violon, alto, flûtes, guitares, ukulélé, mandoline, percussions...
- Philippe Draï : Batterie
- Ronan Le Bars : Uilleann pipes, flûte irlandaise - Uniquement présent à Bercy et sur les dates bretonnes

## Classements
| Pays                | Meilleure position |
| ------------------- | ------------------ |
| France              | 16                 |
| Belgique (Wallonie) | 38                 |